# West Point (Mississippi)
West Point ist eine Stadt im Clay County im US-Bundesstaat Mississippi und der Verwaltungssitz (County Seat) des Clay County. West Point befindet sich etwa 220 Kilometer nordöstlich der Staatshauptstadt Jackson, nahe der Ostgrenze Mississippis zum Nachbarstaat Alabama.
West Point ist Teil des Golden Triangle (Goldenen Dreiecks), das aus Columbus, Starkville und West Point besteht.
Bei der Volkszählung 2010 hatte West Point 11.307 Einwohner, Tendenz sinkend. Im Jahr 2014 waren es 11.093 Einwohner, davon waren ca. 61 % Schwarze und etwa 37 % Weiße. Insgesamt ist in West Point im Zeitraum von 2000 bis 2014 die Bevölkerung um rund 8,7 % geschrumpft. Schätzungen des United States Census Bureau zufolge lag die Einwohnerzahl im Jahr 2016 bei 10.880 Einwohnern. West Point ist an der Bevölkerung gemessen (Stand 2010) die größte Stadt im Lowndes County sowie insgesamt die achtunddreißiggrößte in Mississippi. 78 % der Bevölkerung lebt städtisch. Dem United States Census Bureau zufolge umfasst die Stadt West Point eine Fläche von ca. 54,6 km², von denen etwa 53,9 km² Land und 0,7 km² (1,3 %) Wasser sind.
2020 hatte West Point 10.105 Einwohner.

## Söhne und Töchter der Stadt
- Larry Semon (1889–1928), Schauspieler, Drehbuchautor und Filmregisseur
- Earl Carruthers (1910–1971), Jazzmusiker
- Barrett Strong (1941–2023), Songwriter und Sänger
- Paul V. Hester (* 1947), General der United States Air Force
- Zora Young (* 1948), Bluessängerin
- Floyd Heard (* 1966), Sprinter